# Miss Turquía
Miss Turquía es un concurso de belleza nacional en Turquía. Se encarga de seleccionar a las representantes del país para los concursos Miss Mundo y Miss Supranacional.

## Ganadoras

### 1929-1991
Ganadora de un título internacional
     Miss Turquía Universo
     Miss Turquía mundo
     Miss Turquía Internacional
     Miss Turquía Europa
| Año  | Türkiye Güzellik Kraliçesi / Miss Turquía |
| ---- | ----------------------------------------- |
| 1929 | Feriha Tevfik                             |
| 1930 | Mübeccel Namık                            |
| 1931 | Naşide Saffet Esen                        |
| 1932 | Keriman Halis Ece Miss Universo 1932      |
| 1933 | Naziré Hanim                              |
| 1936 | Mahmure Birsen Sakaoğlu                   |
| 1950 | Güler Arıman                              |
| 1951 | Günseli Başar Miss Europa 1952            |
| 1952 | Gelengül Tayfuroğlu                       |
| 1953 | Ayten Akyol                               |
| 1954 | Sibel Göksel                              |
| 1955 | Suna Soley                                |
| 1956 | Can Uysaloğlu                             |
| 1957 | Güler Sirmen                              |
| 1958 | Ezel Olcay                                |
| 1959 | Figen Ozgurun                             |
| 1960 | Hilal Nebahat Çehre                       |
| 1961 | Gülseren Uysal                            |
| 1962 | Zeynep Ziyal                              |
| 1963 | Sevin Emre                                |
| 1964 | Ayten Örnek                               |
| 1965 | Zerrin Arbaş                              |
| 1966 | İnci Asena                                |
| 1967 | Yelda Gürani                              |
| 1968 | Zumal Aktan                               |
| 1969 | Şermin Ayşin                              |
| 1970 | Asuman Tuğberk Yolaç                      |
| 1971 | Filiz Vural                               |
| 1972 | Feyzal Kibarer                            |
| 1973 | Beyhan Kıral                              |
| 1974 | Simiten Gakirgoz                          |
| 1975 | Harika Değirmenci                         |
| 1976 | Jale Bayhan                               |
| 1977 | Kamer Bulutöte                            |
| 1978 | Sevil Özgültekin                          |
| 1979 | Şebnem Ünal                               |
| 1980 | Fahriye Funda Ayloğlu                     |
| 1981 | Aydan Şener                               |
| 1982 | Ayşe Belgin Güven                         |
| 1983 | Dilara Haraççı                            |
| 1983 | Hülya Avşar Destituida                    |
| 1984 | Gülçin Ülker                              |
| 1985 | Mülge Gördürür                            |
| 1986 | Meltem Doğanay                            |
| 1987 | Şebnem Dinçgör                            |
| 1988 | Meltem Hakarar                            |
| 1989 | Jasmin Baradan                            |
| 1990 | Jülide Ateş                               |
| 1991 | Pınar Özdemir                             |

### 1992-2016
| Miss Turquía | Miss Turquía              | Miss Turquía | Miss Turquía              | Miss Turquía | Miss Turquía    | Miss Turquía | Miss Turquía                | Miss Turquía |
| Año          | Mundo                     | Provincia    | Universo                  | Provincia    | Internacional   | Provincia    | Europa                      | Provincia    |
| ------------ | ------------------------- | ------------ | ------------------------- | ------------ | --------------- | ------------ | --------------------------- | ------------ |
| 1992         | Özlem Kaymaz              | Estambul     | Elif Ilgaz                | Estambul     | Banu Nur Dipçin | Estambul     | Banu Sağnak                 | Estambul     |
| 1993         | Emel Yıldırım             | —            | İpek Gümüşoğlu            | Estambul     | Hande Kazanova  | Estambul     | Arzum Onan Miss Europa 1993 | Ankara       |
| 1994         | Pınar Altuğ               | Estambul     | Banu Usluer               | Estambul     | Ayşin Albayrak  | —            | Didem Uzel                  | —            |
| 1995         | Demet Şener               | Bursa        | Gamze Saygı               | Estambul     | Ahu Pasakay     | —            | Beste Acar                  | —            |
| 1996         | Serpil Sevilay Öztürk     | Ankara       | Serpil Sevilay Öztürk     | Ankara       | Gökçe Yanardağ  | —            | Pınar Yiğit                 | —            |
| 1997         | Çağla Şıkel               | Estambul     | Yeşim Çetin               | Estambul     | Burcu Esmersoy  | Estambul     | Nilay Ceylan                | —            |
| 1998         | Buket Saygı               | Balıkesir    | Asuman Krause             | Estambul     | Senay Akay      | —            | Sinem Öztufan               | —            |
| 1999         | Ayşe Hatun Önal           | Adana        | Öznur Dursun              | Estambul     | Merve Alman     | —            | Hülya Mutlu                 | —            |
| 2000         | Yüksel Ak                 | Esmirna      | Cansu Dere                | Ankara       | Hülya Karanlık  | —            | Gamze Ozcelik               | —            |
| 2001         | Tuğçe Kazaz               | Balıkesir    | Sedef Avcı                | Adana        | Ece Incedursun  | —            | Hatice Şendil               | Estambul     |
| 2002         | Azra Akın Miss Mundo 2002 | Estambul     | Çağla Kubat               | Esmirna      | Nihan Akkuş     | —            | Esra Eron                   | —            |
| 2003         | Kadriye Tuğba Karaca      | Ankara       | Özge Ulusoy               | Ankara       | Gizem Kalyoncu  | —            | Yelda Kaya                  | —            |
| 2004         | Nur Gümüsdograyan         | Ordu         | Fatoş Seğmen              | Esmirna      | Gülşah Şahin    | —            | Birce Akalay                | —            |
| 2005         | Hande Subaşı              | Ankara       | Dilek Aksoy               | Esmirna      | Şebnem Asade    | —            | Merve Özkaran               | —            |
| 2006         | Merve Büyüksaraç          | Ankara       | Ceyla Kirazlı             | Esmirna      | Asena Tuğal     | Estambul     | Selda Öğrük                 | —            |
| 2007         | Mükerrem Selen Soyder     | Esmirna      | Sinem Sülün               | Samsun       | Aslı Temel      | —            | Feyza Çipa                  | —            |
| 2008         | Leyla Lydia Tuğutlu       | Estambul     | Begüm Kızıltuğ            | Estambul     | Gülsün Uslu     | —            | Gizem Yurtoğlu              | —            |
| 2009         | Ebru Şam                  | Estambul     | Senem Kuyucuoğlu          | Esmirna      | Begüm Yılmaz    | —            | Ebru Hacıbedel              | —            |
| Año          | Mundo                     | Provincia    | Universo                  | Provincia    | Internacional   | Provincia    | Tierra                      | Provincia    |
| 2010         | Gizem Memiç               | Ankara       | Gizem Memiç               | Ankara       | Dilay Korkmaz   | Ankara       | Aylin Döndü Şahin           | Estambul     |
| 2010         | Gizem Memiç               | Ankara       | Serenay Sarıkaya Renunció | Ankara       | Dilay Korkmaz   | Ankara       | Aylin Döndü Şahin           | Estambul     |
| 2011         | Melisa Aslı Pamuk         | Estambul     | Gizem Karaca              | Hatay        | Elif Korkmaz    | Esmirna      | Merve Sarıbaş               | Estambul     |
| 2012         | Açalya Samyeli Danoğlu    | Tekirdağ     | Çağıl Özge Özkul          | Ankara       | Meltem Tuzuner  | Estambul     | İlknur Melis Durası         | Estambul     |
| 2013         | Ruveyda Öksuz             | Estambul     | Berrin Keklikler          | Estambul     | Ahu Ağırbaş     | Estambul     | Ezgi Avcı                   | Estambul     |
| 2014         | Amine Gülşe               | Estambul     | Dilan Çiçek Deniz         | Sivas        | Hilal Yabuz     | Bursa        | Aybüke Pusat                | Estambul     |
| Año          | Mundo                     | Provincia    | Universo                  | Provincia    | Internacional   | Provincia    | Supranacional               | Provincia    |
| 2015         | Ecem Çırpan               | Bursa        | Aslı Melisa Uzun          | Ankara       | Berfu Yıldız    | Kocaeli      | Hazal Subaşı                | Esmirna      |
| 2016         | Buse İskenderoğlu         | Ankara       | Tansu Sıla Çakır          | Estambul     | Çagla Çukurova  | Erzincan     | Damla Figan                 | Estambul     |

### 2017-2022
| Miss Turquía | Miss Turquía         | Miss Turquía | Miss Turquía           | Miss Turquía | Miss Turquía           | Miss Turquía |
| Año          | Mundo                | Provincia    | Universo               | Provincia    | Supranacional          | Provincia    |
| ------------ | -------------------- | ------------ | ---------------------- | ------------ | ---------------------- | ------------ |
| 2017         | Aslı Sümen           | Esmirna      | Pınar Tartan           | Mersin       | Yasemin Çoklar         | Estambul     |
| 2017         | Itır Esen Destituida | Esmirna      | Pınar Tartan           | Estambul     | Yasemin Çoklar         | Estambul     |
| 2018         | Şevval Şahin         | Estambul     | Tara Madelein de Vries | Estambul     | Roda Irmak Kalkan      | Estambul     |
| 2019         | Simay Rasimoğlu      | Estambul     | Bilgi Aydoğmuş         | Estambul     | Büşra Turan            | Estambul     |
| 2021         | Dilara Korkmaz       | Estambul     | Cemrenaz Turhan        | Ankara       | Şira Sahilli           | Estambul     |
| 2022         | Nursena Say          | Estambul     | Aleyna Şirin           | Estambul     | Selin Erberk Gürdikyan | Estambul     |

### 2024-presente
| Año  | Miss Turquía Mundo | Provincia | Miss Turquía Supranacional |  |
| ---- | ------------------ | --------- | -------------------------- |  |
| 2024 | İdil Bilgen        | Estambul  | Cemre Üker                 |  |

## Representación internacional

### Miss Mundo
: Declarada como ganadora
     : Terminó como finalista
     : Terminó como una de las semifinalistas o cuartofinalistas
     : Terminó como ganadora de premios especiales
| Año                           | Provincia | Miss Turquía Mundo | Posición en Miss Mundo | Premios especiales | Notas |
| ----------------------------- | --- | --- | --- | --- | --- |
| 2025                          | Estambul | İdil Bilgen | Por competir | Por competir | |
| 2023                          | Estambul | Nursena Say | Top 40 | | |
| 2022                          | Miss Mundo 2021 se reprogramó para el 16 de marzo de 2022 debido al brote de pandemia de COVID-19 en Puerto Rico, no comenzó ninguna edición en 2022 | Miss Mundo 2021 se reprogramó para el 16 de marzo de 2022 debido al brote de pandemia de COVID-19 en Puerto Rico, no comenzó ninguna edición en 2022 | Miss Mundo 2021 se reprogramó para el 16 de marzo de 2022 debido al brote de pandemia de COVID-19 en Puerto Rico, no comenzó ninguna edición en 2022 | Miss Mundo 2021 se reprogramó para el 16 de marzo de 2022 debido al brote de pandemia de COVID-19 en Puerto Rico, no comenzó ninguna edición en 2022 | Miss Mundo 2021 se reprogramó para el 16 de marzo de 2022 debido al brote de pandemia de COVID-19 en Puerto Rico, no comenzó ninguna edición en 2022 |
| 2021                          | Ankara | Dilara Korkmaz | No clasificó | | |
| 2020                          | Debido al impacto de la pandemia de COVID-19, no hubo concurso en 2020                                                                               | Debido al impacto de la pandemia de COVID-19, no hubo concurso en 2020                                                                               | Debido al impacto de la pandemia de COVID-19, no hubo concurso en 2020                                                                               | Debido al impacto de la pandemia de COVID-19, no hubo concurso en 2020                                                                               | Debido al impacto de la pandemia de COVID-19, no hubo concurso en 2020                                                                               |
| 2019                          | Estambul | Simay Rasimoğlu | No clasificó | - Top Model (Top 40) | |
| 2018                          | Estambul | Şevval Şahin | No clasificó | | |
| 2017                          | Mersin | Aslı Sümen | No clasificó | | |
| 2016                          | Ankara | Buse İskenderoğlu | No clasificó | | |
| 2015                          | Bursa | Ecem Çırpan | No clasificó | | |
| 2014                          | Estambul | Amine Gülşe | No clasificó | | |
| 2013                          | Estambul | Ruveyda Öksuz | No clasificó | | |
| 2012                          | Tekirdağ | Açalya Samyeli Danoğlu | No clasificó | | |
| 2011                          | Estambul | Gizem Karaca | No clasificó | | |
| 2010                          | Ankara | Gizem Memiç | No clasificó | | |
| 2009                          | Estambul | Ebru Şam | No clasificó | | |
| 2008                          | Estambul | Leyla Lydia Tuğutlu | No clasificó | | |
| 2007                          | Esmirna | Mükerrem Selen Soyder | No clasificó | | |
| 2006                          | Ankara | Merve Büyüksaraç | No clasificó | | |
| 2005                          | Ankara | Hande Subaşı | No clasificó | - Premio World Designer Dress | |
| 2004                          | Ordu | Nur Gümüsdograyan | No clasificó | | |
| 2003                          | Ankara | Kadriye Tuğba Karaca | No clasificó | | |
| 2002                          | Estambul | Azra Akın | Miss Mundo 2002 | - Miss Mundo Europa - Premio World Designer Dress | |
| 2001                          | Balıkesir | Tuğçe Kazaz | No clasificó | | |
| 2000                          | Esmirna | Yüksel Ak | Segunda finalista | | |
| 1999                          | Adana | Ayşe Hatun Önal | No clasificó | | |
| 1998                          | Balıkesir | Buket Saygı | No clasificó | | |
| 1997                          | Estambul | Çağla Şıkel | Top 5 | - Miss Mundo Europa | |
| 1996                          | Ankara | Serpil Sevilay Öztürk | No clasificó | | |
| 1995                          | Bursa | Demet Şener | No clasificó | | |
| 1994                          | Estambul | Pınar Altuğ | No clasificó | | |
| 1993                          | — | Emel Yıldırım | No clasificó | | |
| 1992                          | Estambul | Özlem Kaymaz | No clasificó | | |
| 1991                          | Ankara | Aslıhan Koruyan | Top 10 | - Miss Mundo Europa | |
| 1990                          | Elazığ | Jülide Ateş | Top 10 | | |
| 1989                          | Estambul | Burcu Burkut | No clasificó | | |
| 1988                          | Estambul | Esra Sümer | No clasificó | | |
| 1987                          | — | Şebnem Dinçgör | No clasificó | | |
| 1986                          | Ankara | Meltem Doğanay | No clasificó | | |
| No compitió entre 1984 y 1985 | | | | | |
| 1983                          | Estambul | Ebru Özmeriç Yaşinel | No clasificó | | |
| 1982                          | Estambul | Belgin Güven | No clasificó | | |
| 1981                          | Kilis | Aydan Şener | No clasificó | | |
| 1980                          | Estambul | Fahriye Funda Ayloğlu | No clasificó | | Dirección de Can Sandıkçıoğlu. |
| 1979                          | Estambul | Şebnem Ünal | No clasificó | | |
| 1978                          | — | Sevil Özgültekin | No clasificó | | |
| 1977                          | — | Kamer Bulutöte | No clasificó | | |
| 1976                          | — | Jale Bayhan | Top 7 | | |
| 1975                          | — | Harika Değirmenci | No clasificó | | |
| 1974                          | No compitió | No compitió | No compitió | No compitió | No compitió |
| 1973                          | — | Beyhan Kıral | No clasificó | | |
| 1972                          | — | Feyzal Kibarer | No clasificó | | |
| 1971                          | — | Nil Menemencioğlu | No clasificó | | |
| 1970                          | — | Afet Tuğbay | No clasificó | | |
| 1969                          | — | Şermin Ayşin | No clasificó | | |
| 1968                          | — | Mine Kürkçüoğlu | No clasificó | | |
| 1967                          | — | Neşe Yazıcıgil | No clasificó | | |
| 1966                          | Estambul | İnci Asena | No clasificó | | |
| 1965                          | No compitió | No compitió | No compitió | No compitió | No compitió |
| 1964                          | Estambul | Nurlan Coşkun | No clasificó | | |
| 1963                          | Esmirna | Gülseren Kocaman | No clasificó | | |
| 1962                          | No compitió | No compitió | No compitió | No compitió | No compitió |
| 1961                          | Estambul | Güler Samuray | Top 15 | | |
| 1960                          | Samsun | Hilal Nebahat Çehre | No clasificó | | |
| 1959                          | No compitió | No compitió | No compitió | No compitió | No compitió |
| 1958                          | Estambul | Sunay Uslu | No clasificó | | |
| No compitió entre 1955 y 1957 | | | | | |
| 1954                          | — | Suna Özekin | No clasificó | | Dirección de Özcan Sandıkçıoğlu. |

### Miss Supranacional
: Declarada como ganadora
     : Terminó como finalista
     : Terminó como una de las semifinalistas o cuartofinalistas
     : Terminó como ganadora de premios especiales
| Años                          | Provincia | Miss Turquía Supranacional | Posición en Miss Supranacional | Premios especiales | Notas                          |
| ----------------------------- | --------- | -------------------------- | ------------------------------ | ------------------ | ------------------------------ |
| 2025                          | Estambul  | Candan Şeviktürk           | No clasificó                   |                    |                                |
| No compitió en 2024           |           |                            |                                |                    |                                |
| 2023                          | Estambul  | Selin Erberk Gürdikyan     | No clasificó                   |                    |                                |
| 2022                          | Estambul  | Şira Sahilli               | No clasificó                   | - Miss Elegancia   |                                |
| No compitió entre 2020 y 2021 |           |                            |                                |                    |                                |
| 2019                          | Estambul  | Büşra Turan                | No clasificó                   |                    |                                |
| 2018                          | Estambul  | Roda Irmak Kalkan          | No clasificó                   |                    |                                |
| 2017                          | Estambul  | Yasemin Çoklar             | No clasificó                   |                    |                                |
| 2016                          | Erzincan  | Damla Figan                | No clasificó                   |                    |                                |
| 2015                          | Esmirna   | Hazal Subaşı               | No clasificó                   |                    |                                |
| 2014                          | Ankara    | Hilal Soyler               | No clasificó                   |                    |                                |
| 2013                          | Estambul  | Leyla Köse                 | Segunda finalista              |                    |                                |
| 2012                          | Estambul  | Ozlem Katipoglu            | No clasificó                   |                    |                                |
| 2011                          | Ankara    | Hilal Uzun                 | No clasificó                   |                    |                                |
| 2010                          | Ankara    | Nazidda Yildiz             | No clasificó                   |                    | Dirección de Can Sandıkçıoğlu. |

### Miss Universo
: Declarada como ganadora
     : Terminó como finalista
     : Terminó como una de las semifinalistas o cuartofinalistas
     : Terminó como ganadora de premios especiales
Miss Turquía dejó la licencia de Miss Universo en mayo de 2024.
| Año  | Provincia                                                                | Miss Turquía Universo                                                    | Posición en Miss Universo                                                | Premios especiales                                                       | Notas |
| ---- | ------------------------------------------------------------------------ | ------------------------------------------------------------------------ | ------------------------------------------------------------------------ | ------------------------------------------------------------------------ | --- |
| 2024 | Estambul                                                                 | Ayliz Duman                                                              | No clasificó                                                             |                                                                          | Dirección de Daman Model Management. |
| 2022 | Estambul                                                                 | Aleyna Şirin                                                             | No clasificó                                                             |                                                                          | |
| 2021 | Estambul                                                                 | Cemrenaz Turhan                                                          | No clasificó                                                             |                                                                          | |
| 2020 | Debido al impacto de pandemia de COVID-19, no hubo representante en 2020 | Debido al impacto de pandemia de COVID-19, no hubo representante en 2020 | Debido al impacto de pandemia de COVID-19, no hubo representante en 2020 | Debido al impacto de pandemia de COVID-19, no hubo representante en 2020 | Debido al impacto de pandemia de COVID-19, no hubo representante en 2020 |
| 2019 | Estambul                                                                 | Bilgi Aydoğmuş                                                           | No clasificó                                                             |                                                                          | |
| 2018 | Estambul                                                                 | Tara Madelein de Vries                                                   | No clasificó                                                             |                                                                          | |
| 2017 | Esmirna                                                                  | Pınar Tartan                                                             | No clasificó                                                             |                                                                          | |
| 2016 | Estambul                                                                 | Tansu Sıla Çakır                                                         | No clasificó                                                             |                                                                          | |
| 2015 | Ankara                                                                   | Aslı Melisa Uzun                                                         | No clasificó                                                             |                                                                          | |
| 2014 | Sivas                                                                    | Dilan Çiçek Deniz                                                        | No clasificó                                                             |                                                                          | |
| 2013 | Estambul                                                                 | Berrin Keklikler                                                         | No clasificó                                                             |                                                                          | |
| 2012 | Ankara                                                                   | Çağıl Özge Özkul                                                         | Top 16                                                                   |                                                                          | |
| 2011 | Hatay                                                                    | Melisa Aslı Pamuk                                                        | No clasificó                                                             |                                                                          | |
| 2010 | Ankara                                                                   | Gizem Memiç                                                              | No clasificó                                                             |                                                                          | |
| 2009 | Esmirna                                                                  | Senem Kuyucuoğlu                                                         | No clasificó                                                             |                                                                          | |
| 2008 | Samsun                                                                   | Sinem Sülün                                                              | No clasificó                                                             |                                                                          | Asumió el puesto de Begüm: Sinem fue Miss Turquía Universo 2007, quien canceló su participación en Miss Universo 2007 en México.                                                                                               |
| 2008 | Estambul                                                                 | Begüm Kızıltuğ                                                           | No compitió                                                              | No compitió                                                              | Se retiró por motivos personales antes de asistir a Miss Universo 2008 en Vietnam. La última ganadora de 2007, Sinem Sülün, que no compitió en Miss Universo 2007, fue reemplazada para ser enviada al próximo año en Vietnam. |
| 2007 | Samsun                                                                   | Sinem Sülün                                                              | No compitió                                                              | No compitió                                                              | Decidió competir en Miss Universo 2008. |
| 2006 | Esmirna                                                                  | Ceyla Kirazlı                                                            | No clasificó                                                             |                                                                          | |
| 2005 | Esmirna                                                                  | Dilek Aksoy                                                              | No clasificó                                                             |                                                                          | |
| 2004 | Esmirna                                                                  | Fatoş Seğmen                                                             | No clasificó                                                             |                                                                          | |
| 2003 | Ankara                                                                   | Özge Ulusoy                                                              | No clasificó                                                             |                                                                          | |
| 2002 | Esmirna                                                                  | Çağla Kubat                                                              | No clasificó                                                             |                                                                          | |
| 2001 | Adana                                                                    | Sedef Avcı                                                               | No clasificó                                                             |                                                                          | |
| 2000 | Ankara                                                                   | Cansu Dere                                                               | No compitió                                                              | No compitió                                                              | Se retiró debido a problemas políticos entre Turquía y Chipre (sede de Miss Universo 2000). |
| 1999 | Estambul                                                                 | Öznur Dursun                                                             | No clasificó                                                             |                                                                          | |
| 1998 | Estambul                                                                 | Asuman Krause                                                            | No clasificó                                                             | - Miss Simpatía                                                          | |
| 1997 | Estambul                                                                 | Yeşim Çetin                                                              | No clasificó                                                             |                                                                          | |
| 1996 | Ankara                                                                   | Serpil Sevilay Öztürk                                                    | No clasificó                                                             |                                                                          | |
| 1995 | Estambul                                                                 | Gamze Saygı                                                              | No clasificó                                                             |                                                                          | |
| 1994 | Estambul                                                                 | Banu Usluer                                                              | No clasificó                                                             |                                                                          | |
| 1993 | Estambul                                                                 | İpek Gümüşoğlu                                                           | No clasificó                                                             | - Mejor Traje Nacional (2.ª finalista)                                   | |
| 1992 | Estambul                                                                 | Elif Ilgaz                                                               | No clasificó                                                             |                                                                          | |
| 1991 | Ankara                                                                   | Pınar Özdemir                                                            | No clasificó                                                             |                                                                          | |
| 1990 | Elazığ                                                                   | Jülide Ateş                                                              | Top 10                                                                   |                                                                          | |
| 1989 | Estambul                                                                 | Jasmin Baradan                                                           | No clasificó                                                             |                                                                          | |
| 1988 | Estambul                                                                 | Meltem Hakarar                                                           | No clasificó                                                             |                                                                          | |
| 1987 | Esmirna                                                                  | Leyla Şeşbeş                                                             | No clasificó                                                             |                                                                          | |
| 1986 | Estambul                                                                 | Demet Başdemir                                                           | No clasificó                                                             |                                                                          | |
| 1986 | Ankara                                                                   | Meltem Doğanay                                                           | No compitió                                                              |                                                                          | Decidió competir en Miss Mundo 1986. |
| 1985 | No compitió                                                              | No compitió                                                              | No compitió                                                              | No compitió                                                              | No compitió |
| 1984 | Estambul                                                                 | Gülçin Ülker                                                             | No clasificó                                                             |                                                                          | |
| 1983 | Estambul                                                                 | Dilara Haraççı                                                           | No clasificó                                                             |                                                                          | |
| 1982 | Estambul                                                                 | Canan Emine Kakmacı                                                      | No clasificó                                                             |                                                                          | |
| 1981 | Ankara                                                                   | Şenay Ünlü                                                               | No clasificó                                                             |                                                                          | |
| 1980 | Estambul                                                                 | Heyecan Gökoğlu                                                          | No clasificó                                                             |                                                                          | Dirección de Can Sandıkçıoğlu. |
| 1979 | Ankara                                                                   | Füsan Tahire Dermitaş                                                    | No clasificó                                                             |                                                                          | |
| 1978 | Estambul                                                                 | Billur Lütfiye Bingöl                                                    | No clasificó                                                             |                                                                          | |
| 1977 | No compitió                                                              | No compitió                                                              | No compitió                                                              | No compitió                                                              | No compitió |
| 1976 | Estambul                                                                 | Manolya Onur                                                             | No clasificó                                                             |                                                                          | |
| 1975 | Estambul                                                                 | Sezin Topçuoğlu                                                          | No clasificó                                                             |                                                                          | |
| 1974 | Estambul                                                                 | Simiten Gakirgoz                                                         | No clasificó                                                             |                                                                          | |
| 1973 | Estambul                                                                 | Yıldız Arhan                                                             | No clasificó                                                             |                                                                          | |
| 1972 | Eskişehir                                                                | Neslihan Sunay                                                           | No clasificó                                                             |                                                                          | |
| 1971 | Estambul                                                                 | Filiz Vural                                                              | No clasificó                                                             |                                                                          | |
| 1970 | Estambul                                                                 | Asuman Tuğberk                                                           | No clasificó                                                             |                                                                          | |
| 1969 | Estambul                                                                 | Azra Balkan                                                              | No clasificó                                                             |                                                                          | |
| 1968 | Estambul                                                                 | Zumal Aktan                                                              | No clasificó                                                             |                                                                          | |
| 1967 | Estambul                                                                 | Yelda Gürani                                                             | No clasificó                                                             |                                                                          | |
| 1966 | Estambul                                                                 | Nilgün Arslaner                                                          | No clasificó                                                             |                                                                          | |
| 1965 | Samsun                                                                   | Hilal Nebahat Çehre                                                      | No clasificó                                                             |                                                                          | |
| 1964 | Estambul                                                                 | İnci Duran                                                               | No clasificó                                                             |                                                                          | |
| 1963 | Estambul                                                                 | Güler Samuray                                                            | No clasificó                                                             |                                                                          | |
| 1962 | Estambul                                                                 | Behad Gülay Sezer                                                        | No clasificó                                                             |                                                                          | |
| 1961 | Estambul                                                                 | Gülseren Uysal                                                           | No clasificó                                                             |                                                                          | |
| 1960 | Estambul                                                                 | Figen Ozgurun                                                            | No compitió                                                              | No compitió                                                              | |
| 1959 | Estambul                                                                 | Ezel Olcay                                                               | No clasificó                                                             |                                                                          | |
| 1958 | No compitió                                                              | No compitió                                                              | No compitió                                                              | No compitió                                                              | No compitió |
| 1957 | Estambul                                                                 | Güler Sirmen                                                             | No clasificó                                                             |                                                                          | |
| 1956 | Estambul                                                                 | Can Uysaloğlu                                                            | No clasificó                                                             |                                                                          | |
| 1955 | Estambul                                                                 | Suna Soley                                                               | No compitió                                                              | No compitió                                                              | |
| 1954 | Estambul                                                                 | Sibel Göksel                                                             | No compitió                                                              | No compitió                                                              | |
| 1953 | Estambul                                                                 | Ayten Akyol                                                              | Top 16                                                                   |                                                                          | |
| 1952 | Ankara                                                                   | Gelengül Tayfuroğlu                                                      | No clasificó                                                             |                                                                          | Dirección de Özcan Sandıkçıoğlu. |